# هيلاري ليندزي
هيلاري ليندزي (Hillary Lindsey)  مغنية أمريكية وكاتبة أغاني لعدد كبير من المغنين المعروفين من بينهم "ميشيل برانش ،فيث هيل،مارتينا ماكبرايد،شاكيرا،كيري أندروود وكيلي بكلر ولايدي غاغا تايلور سويفت. رشحت مرتين لنيل جائزة الغرامي عن فئة أغنية العام .و نالتها سنة 2011 عن فئة أفضل أغنية موسيقى الريف (كونتري) عن أغنية (بالإنجليزية: Jesus,take the wheel)‏.

## الجوائز والترشيحات
| السنة | المنظمة                                  | الصنف                          | العمل المرشح                                                          | النتيجة |
| ----- | ---------------------------------------- | ------------------------------ | --------------------------------------------------------------------- | ------- |
| 2006  | أكاديمية موسيقى الريف                    | أغنية العام                    | Jesus, Take the Wheel (بالإشتراك مع غوردي سيمبسون وبريت جيمس)         | فوز     |
| 2006  | جائزة موسيقى الريف الكندية               | أغنية العام                    | Jesus, Take the Wheel (بالإشتراك مع غوردي سيمبسون وبريت جيمس)         | فوز     |
| 2006  | جمعية موسيقى الغوسبل                     | أغنية العام لموسيقى الريف      | Jesus, Take the Wheel (بالإشتراك مع غوردي سيمبسون وبريت جيمس)         | فوز     |
| 2007  | حفل توزيع جوائز الغرامي التاسع والأربعين | جائزة غرامي لأفضل أغنية كانتري | Jesus, Take the Wheel (بالإشتراك مع غوردي سيمبسون وبريت جيمس)         | فوز     |
| 2007  | حفل توزيع جوائز الغرامي التاسع والأربعين | جائزة غرامي لأغنية العام       | Jesus, Take the Wheel (بالإشتراك مع غوردي سيمبسون وبريت جيمس)         | رُشِّح     |
| 2015  | رابطة موسيقى الريف                       | أغنية العام                    | غورل كراش (بالإشتراك مع ليز روز ولوري ماكينا)                         | فوز     |
| 2016  | حفل توزيع جوائز الغرامي الثامن والخمسين  | جائزة غرامي لأغنية العام       | غورل كراش (بالإشتراك مع ليز روز ولوري ماكينا)                         | رُشِّح     |
| 2016  | حفل توزيع جوائز الغرامي الثامن والخمسين  | جائزة غرامي لأفضل أغنية كانتري | غورل كراش (بالإشتراك مع ليز روز ولوري ماكينا)                         | فوز     |
| 2016  | أكاديمية موسيقى الريف                    | أغنية العام                    | غورل كراش (بالإشتراك مع ليز روز ولوري ماكينا)                         | رُشِّح     |
| 2017  | حفل توزيع جوائز الغرامي التاسع والخمسين  | جائزة غرامي لأفضل أغنية كانتري | Blue Ain't Your Color (بالإشتراك مع ستيفن لي ألسن و Clint Langenberg) | رُشِّح     |

## روابط خارجية
- هيلاري ليندزي على موقع IMDb (الإنجليزية)
- هيلاري ليندزي على موقع ميوزك برينز (الإنجليزية)
- هيلاري ليندزي على موقع أول ميوزيك (الإنجليزية)
- هيلاري ليندزي على موقع ديسكوغز (الإنجليزية)